# 富察善
富察善（1713年—1786年），字瑶峰，富察氏，滿洲鑲黃旗人，清朝政治人物。

## 生平
監生出身，考取內閣中書。雍正十三年（1735年）補授內閣貼寫中書。
乾隆四年（1739年）補實缺內閣中書。
十三年（1748年），升內閣侍讀，以侍讀兼充軍機章京。
十六年（1751年），襲封雲騎尉。
十九年（1754年）二月，奉差管理戶部銀庫。
二十二年（1757年），差滿，仍補內閣侍讀。
二十四年（1759年）四月，京察一等。六月，升授奉天錦州府知府。
三十年（1765年），失察屬下廣寧縣知縣奎福自殺案，經奉天府尹耀海奏參，遭到解任審訊，隨後復職但交吏部議處。
三十二年（1767年）七月，因雙親年老，呈請改調京職，乾隆帝准許以郎中補用。十月，補戶部郎中。
三十三年（1768年），升內閣侍讀學士。
三十四年（1769年）六月二十五日，擢內閣學士兼禮部侍郎銜。十月，偕同刑部左侍郎錢維城、湖廣總督吳達善赴貴州會審威寧州知州劉標虧空銅本及貴州巡撫良卿、按察使高積營私骫法案。案情得實，依法論罪。即將返京時，古州廳黨堆寨苗民香要叛亂，偕同吳達善、宮兆麟等督兵捕誅之。乾隆帝以富察善辦事迅速妥善，交吏部議敘。
三十五年（1770年）八月，奉命監督西城出糶麥石，奏言：「監糶以來虛心體察糶賣已經多日而市價並未平減，查各廠買麥民人雖逐日紛紛不絕，其家中安能設有磨具，雖買麥回家亦不能食用，恐市儈鋪戶雇人零星買去，私行囤積，以冀來春官麥賣完價昂之時，糶賣以取厚利，莫若磨麵糶賣，於小民日食更有裨益，而囤積之弊不禁自除。」獲採納實行。十二月，以內閣學士兼授鑲藍旗漢軍副都統。
三十六年（1771年），調鑲紅旗滿洲副都統，署理鑲白旗蒙古副都統。
三十九年（1774年），授倉場侍郎。
四十年（1775年）十月初二日，調盛京工部侍郎兼管奉天府府尹事務。十一月，疏言：「奉天各州縣及旗莊地方，旗民錯處，並無界址之分，是以歷來俱係旗民官員會同查辦，一體給予門牌。若以旗人毋庸編查，恐旗人所雇流寓傭工，潛匿姦匪。雖有旗員查察，究不若編入保甲，一體會查，更為周密。至奉天州縣及通判等官，所轄地方遼闊，旗員較多，若止令民員辦理，遇有重犯，旗員前往查拏，民人以保甲非旗員應辦，或致抗違；兼恐旗員以無編查民人保甲之責，不肯實心究查。請仍照向例，令旗民會同編查。」得到諭旨允准施行。
此前乾隆帝查閱各省呈繳應燬書籍內有千山和尚詩本，內容多狂悖語句，上諭：「千山名函可，廣東博羅人，因獲罪發遣瀋陽，刻有詩集，恐無識之徒目為緇流高品，並恐瀋陽地方或奉以為開山祖席，於世道人心甚有關係。著弘晌、富察善確查函可在瀋陽時，曾否占住寺廟、有無支派流傳承襲香火，及有無碑刻字蹟，查明據實覆奏。」富察善隨後奏報：「《盛京通志》內載千山和尚來至瀋陽，歷住普濟、向陽等寺，後於遼陽之千山雙峯寺建有小塔。當即馳赴查勘，並無承襲支派，惟雙峯寺查有函可碑塔並語錄詩句，其支派僧人法貞等實皆愚蠢，均屬務農山僧。查函可係獲罪發遣之犯，膽敢放蕩詩詞，肆意狂悖，請將雙峯寺所遺碑塔盡行拆毀，及《盛京通志》內所載事蹟逐一刪除。」硃批「知道了」。
四十一年（1776年），疏言：「寧遠州中後地方，向設巡檢，後改設州判，管理詞訟等事，但究係佐雜，旗民視非正印，不甘聽斷。請裁歸寧遠州知州自行經理。惟中後所係關外要地，應仍設巡檢，專司巡緝。」獲得採納。
四十三年（1778年）五月，以不修倉廒，下部察議，遭降二級留任。十月二十九日，因病解任。五十一年（1786年）卒。

## 家族及關連
富察善屬鑲黃旗滿洲沙濟富察氏第十世。
- 父：託庸，官至太子少保吏部尚書。
- 叔父託隆，四川叙州府知府、四川川东道。
- 富察善為獨子，無兄弟。
- 胞妹富察氏，生于雍正五年（1727年，卒于乾隆二十一年（1756年），嫁同旗满洲一等公、两广总督策楞长子特通额。
- 堂妹富察氏，生于乾隆十六年（1751年），卒年不详，为策楞第四子成都将军特清額继妻；[3]奉恩将军煥魁繼妻。[4]
- 有三子：
  - 長子：富倫岱。
  - 次子：富倫布。
  - 三子﹕富倫達。
- 孙子：
  - 富倫岱子噶爾崇阿。
  - 富倫布子春暉。
  - 富倫達子：春明，官知县；春昭，官奉天锦州府知府。
- 曾孙子女：
  - 噶爾崇阿子咸昌（乌拉布履历写作成昌），官副将；咸齡（乌拉布履历写作成齡），官浙江寧紹台道、吉林副都统、喀喇沙爾辦事大臣。
  - 春晖子恩祥，湖北鄖陽府知府、四川建宁道。
  - 春明之子恩福，字雲峰，热河都统；恩麟，字仁峰，驻藏大臣；恩錦，步军统领衙门笔帖式；恩起，参將；女富察氏，生年不详，卒于光绪三十三年（1907年），为左都御史、工部尚书宗室英元三继妻。[5]
- 玄孙子女：
  - 咸昌之女，生年不详，卒于同治二年（1863年），嫁热河、乌鲁木齐都统、伊犁将军宗室常淸；[6]；咸齡之女嫁嘉庆辛未进士、盛京工部侍郎宗室奕澤之子宗室載構。[7]
  - 恩福有三子：柏年、松年，字少峰、有年；松年之妻内务府镶黄旗满洲完颜氏，盛京将军崇厚之女；[8]女儿富察氏，生年不详，卒于光绪二十四年（1898年），嫁三等輔國将军、盛京副都统宗室謙德之子宗室長福。